# کفر الطون
کفر الطون (به عربی: کفر الطون) یک روستا در سوریه است که در حمات واقع شده‌است. کفر الطون ۲٬۶۵۵ نفر جمعیت دارد.